# Wettin-Löbejün
Wettin-Löbejün is een stad en gemeente in de Duitse deelstaat Saksen-Anhalt, en maakt deel uit van de Landkreis Saalekreis.
Wettin-Löbejün telt 9.821 inwoners.

## Geschiedenis
De eenheidsgemeente is op 1-1-2011 ontstaan door de samenvoeging van de steden Löbejün en Wettin en de gemeenten Brachwitz, Döblitz, Domnitz, Gimritz, Nauendorf, Neutz-Lettewitz, Plötz en Rothenburg. Op 7 april 2011 is de naam van de stad gewijzigd van Löbejün-Wettin in Wettin-Löbejün.

Plaatsen in de gemeente (2011)

Bad Dürrenberg ·
Bad Lauchstädt ·
Barnstädt ·
Braunsbedra ·
Farnstädt ·
Kabelsketal ·
Landsberg ·
Leuna ·
Merseburg ·
Mücheln (Geiseltal) ·
Nemsdorf-Göhrendorf ·
Obhausen ·
Petersberg ·
Querfurt ·
Salzatal ·
Schkopau ·
Schraplau ·
Steigra ·
Teutschenthal · 
Wettin-Löbejün